# Дерматофит
Дерматофиты (англ. Dermatophytes) — кератинофильные грибки семейства Arthrodermataceae, способные вызывать у человека дерматомикоз.

## История
Грибковые поражения кожи и её придатков известны с древних времен. Врачи давали заболеваниям кожи с симптомами, отличными от других болезней, отдельные обозначения (например, фавус), ещё не зная, что причиной их возникновения являются грибки.
История науки о дерматофитах началась с открытия в 1839 году немецким учёным Иоганном Шёнляйном возбудителя фавуса Achorion schoenleinii. Шёнляйн нашёл грибной мицелий в высыпаниях на коже больного, которому он ошибочно поставил диагноз «импетиго». В 1841 году D. Grubi установил взаимосвязь между кожными заболеваниями и грибами. Им была описана клиническая картина микроспории и морфологические особенности гриба, вызывающего это заболевание. В результате использования предложенной Раймондом Сабуро специальной питательной среды для культивирования грибов создались благоприятные условия для микологов-исследователей. Стали проводиться соответствующие клинические и лабораторные исследования, началась эпоха открытия новых видов возбудителей. В области медицинской микологии произошли существенные сдвиги по разным направлениям: были детально изучены и описаны дерматофиты, плесневые, дрожжеподобные грибы, патогенез микотической инфекции, определена природа актиномикоза, усовершенствовалось лечение грибковых заболеваний и т. д.
Среди российских учёных, занимавшихся дерматофитами, известны П. Н. Кашкин, Н. Д. Шеклаков и многие другие.

## Таксономия
Семейство Arthrodermataceae содержит девять родов. Наибольшее значение для медицины имеют Trichophyton, Microsporum и Epidermophyton, преимущественно ассоциированные с человеком. Рода Arthroderma, Ctenomyces, Guarromyces, Lophophyton, Nannizzia и Paraphyton представлены геофильными и зоофильными видами.